# Rare Book Room
Rare Book Room – zu deutsch: wörtlich: „Raum seltenen Buches“, freier übersetzt: Raum seltener Bücher – ist eine digitale Bibliothek, die Zugang zu digitalisierten seltenen und antiquarischen Büchern bietet.

## Geschichte

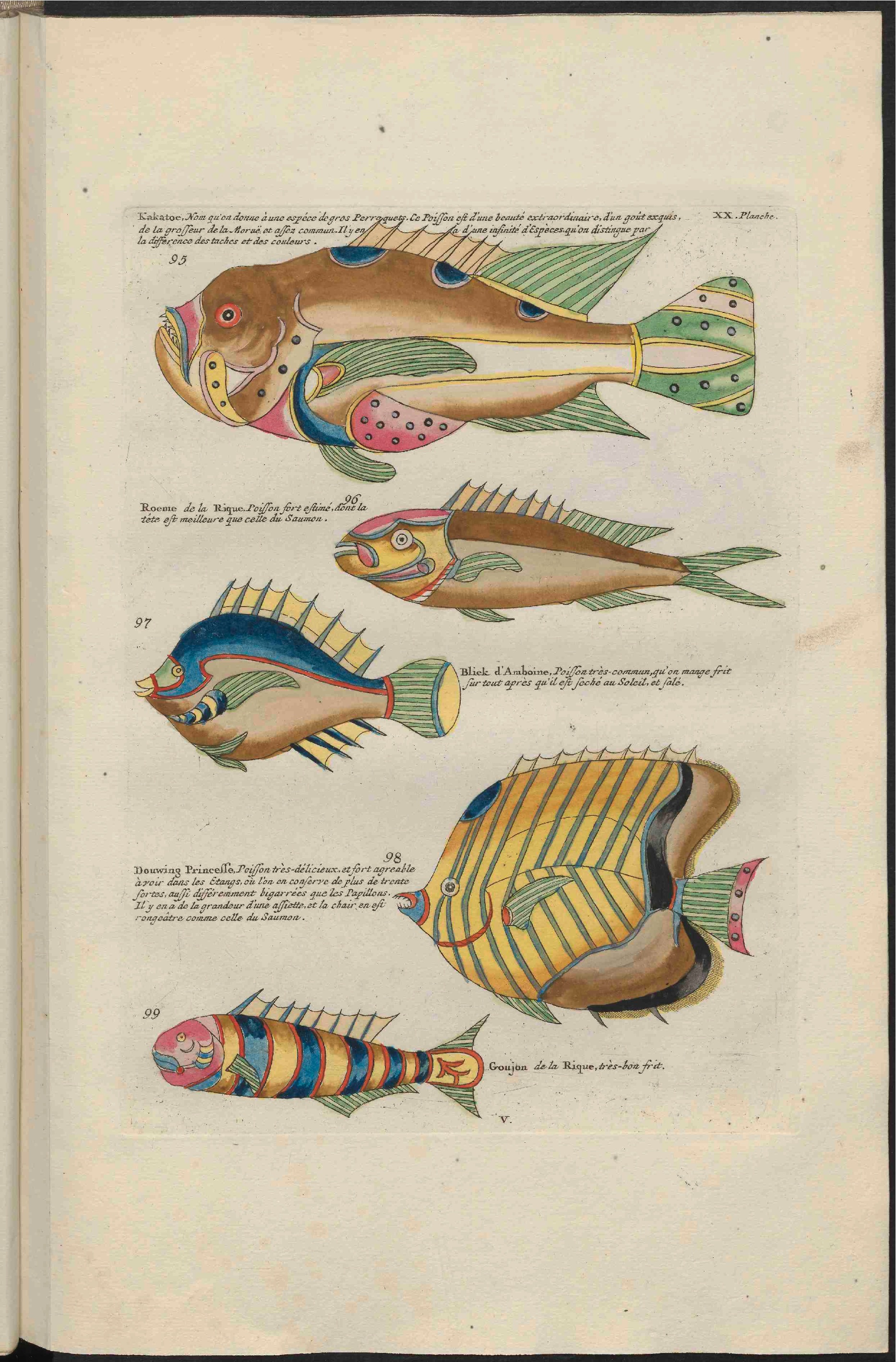
Louis Renard – Naturgeschichte

Seit 1996 scannte die in Kalifornien ansässige Octavo Company seltene und wichtige Bücher aus Bibliotheken auf der ganzen Welt. Die Dokumente wurden mit einer sehr hohen Auflösung gescannt, wobei eine damals hochentwickelte Standardausrüstung verwendet wurde und die Seiten teilweise mehr als 200 MB groß waren. Die Dokumente wurden von der Octavo Company auf CD-ROM verkauft.
Im Jahr 2006 wurde die Website "Rare Book Room" eingerichtet, die eine vollständige Sammlung in mittlerer Auflösung enthält und der Öffentlichkeit kostenlos über einen Internetbrowser oder als PDF-Datei zur Verfügung steht. Einige hochauflösende Versionen werden weiterhin von Octavo über eine separate Website verkauft. Seit 2007 wurden über 400 Bücher gescannt.

## Sammlung
Die Sammlung umfasst E-Books der folgenden Autoren:
- Galileo Galilei (Wissenschaftler)[4][5][6][7],
- Isaac Newton[8][9]
- Nikolaus Kopernikus[10],
- Johannes Kepler[11][12],
- Albert Einstein[13]
- Charles Darwin[14].
- Xenophon – Verfassung der Lakedaimonier[15].
- Aristophanes – Komödien[16]
- Euklid – Elemente[17]
- William Shakespeare – die meisten seiner Stücke[18]
- Benjamin Franklin – seine wichtigsten Werke[19]

Die Sammlung umfasst außerdem die meisten Shakespeare-Quartos der British Library, der Bodleian Library, der Bibliothek der Universität Edinburgh und der National Library of Scotland sowie das First Folio der Folger Library. Sie enthält Kopien der Library of Congress von Benjamin Franklins "Poor Richard's Almanac " und andere seltene Ausgaben: eine Gutenberg-Bibel von 1455, William Harveys Buch über den Blutkreislauf, Galileos Sidereus Nuncius,, den ersten Druck der Bill of Rights in den Vereinigten Staaten und die Magna Carta.